# Taylor York
Taylor Benjamin York (Nashville, Tennessee, 17 de diciembre de 1989) es un guitarrista, compositor y productor de rock estadounidense y es actualmente un miembro de la agrupación musical de rock alternativo Paramore. Es ganador del premio Grammy por Mejor Canción Rock en 2015. Además de la guitarra, ejecuta teclado, xilófono, glockenspiel y batería. Es hermano de Justin York, músico y guitarrista que actualmente ejecuta la guitarra líder en los conciertos de Paramore.

## Biografía
Taylor York nació el 17 de diciembre de 1989 en Nashville, Tennessee. Su padre es Peter York, presidente y CEO de Capitol Christian Music Group, y su madre es Michelle York, quien se dedica activamente a labores caritativas en Nashville. Tiene dos hermanos mayores, Justin York y Chris York. Peter, también guitarrista, es quien le enseñó a Taylor y sus hermanos a tocar dicho instrumento.  

### Carrera con Paramore
York había estado en una banda con Josh y Zac Farro meses antes de que ambos conocieran a Hayley Williams. Posteriormente, Zac le presentó a Taylor su amiga Hayley en un juego de fútbol de la escuela secundaria y ambos simpatizaron de inmediato. Al conformarse Paramore, Taylor participó en la escritura de la canción «Conspiracy», que después fue incluida en el álbum debut de la banda, All We Know Is Falling.

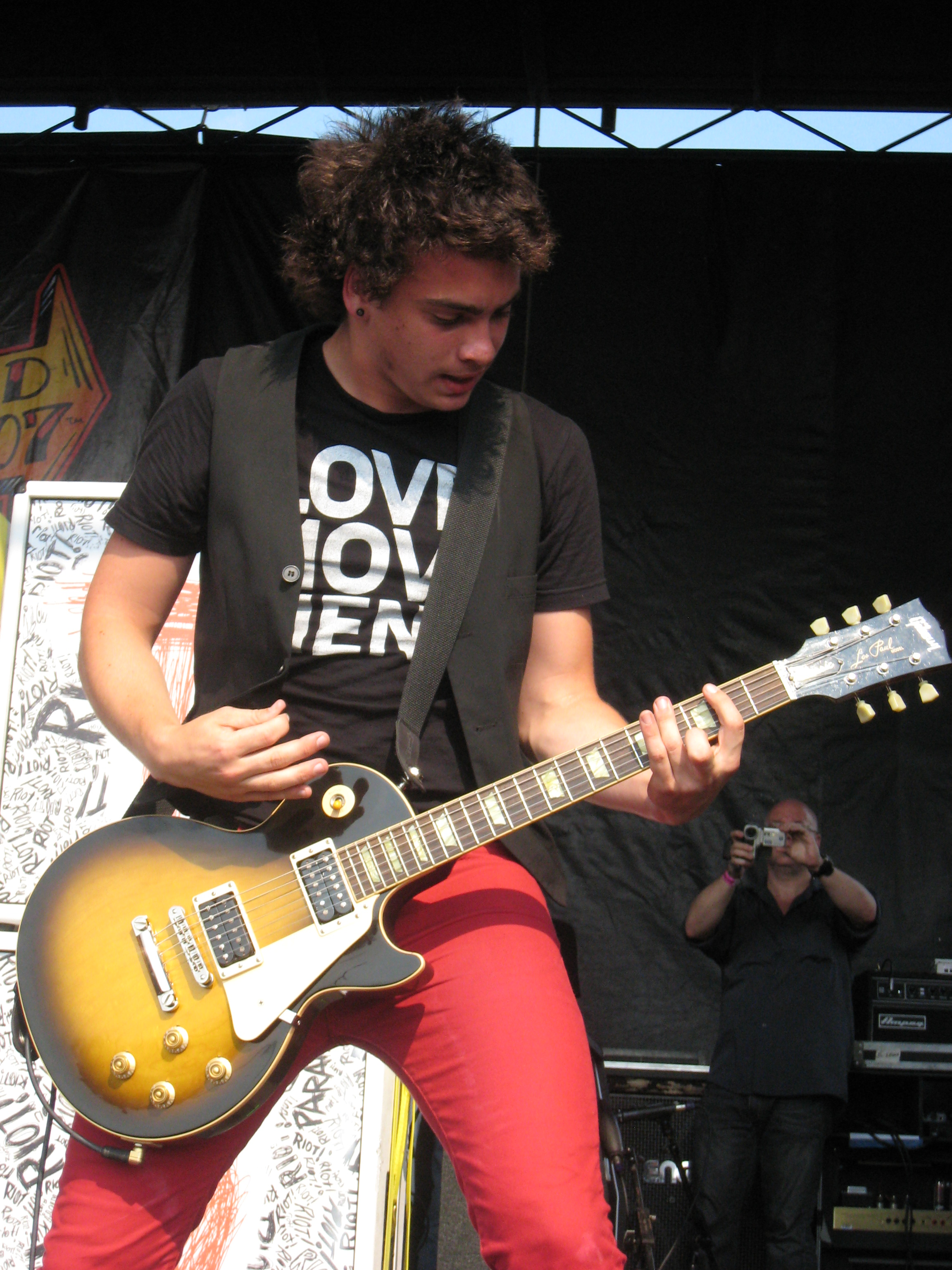
Taylor York en el Warped Tour 2007.

Taylor comenzó a tocar la guitarra en Paramore cuando en 2007 el guitarrista Hunter Lamb dejó la banda para casarse. Ese mismo año, Paramore lanzó su segundo álbum Riot!, donde Taylor colaboró en la composición de la canción «That's What You Get». En ese mismo álbum, Josh Farro, Zac Farro y Hayley Williams incluyeron agradecimientos hacia él. Después del lanzamiento de este, Paramore grabó un álbum en vivo titulado The Final Riot!, donde York es acreditado como miembro de la banda, además de haber participado en el documental 40 Days of RIOT!, incluido junto al mismo álbum. En 2008, junto a Josh Farro y Hayley Williams, Taylor compuso la canción «Decode», incluida en la banda sonora de la película Crepúsculo.
En junio de 2009, York fue anunciado como miembro oficial de Paramore, después de dos años de ser sólo un miembro de gira. En septiembre de 2009, Paramore lanzó su tercer álbum de estudio, Brand New Eyes, donde Taylor participó en la composición de este.
A principios de diciembre del año 2010, Josh Farro, guitarrista y compositor de Paramore, dejó la banda junto a su hermano Zac, y Taylor tuvo que pasar de ser el guitarrista rítmico a ser el guitarrista líder de la agrupación. Durante la gira Brand New Eyes World Tour en Sudamérica, realizada entre febrero y marzo de 2011, Paramore contó con los músicos Josh Freese y Justin York para reemplazar a los Farro, pero Taylor declaró que durante los ensayos ha tocado tanto la batería como la guitarra, también agregando «No quiero ser el nuevo Josh, aunque ahora haga las cosas que él hizo anteriormente».
El 21 de septiembre de 2011, Taylor puso a la venta, a través del sitio eBay, su guitarra Fender Telecaster Thinline, con fines caritativos.
En el verano de 2015, Williams abandonó silenciosamente Paramore por un breve período de tiempo debido a su lucha contra la depresión que estaba padeciendo. Así, York fue el único miembro de la banda ya que el bajista Jeremy Davis meses antes ya había dejado la banda en medio de una batalla legal que inició luego de que Davis demandara a Williams y York por la propiedad y la autoría de canciones en el cuarto disco homónimo de Paramore. Durante este tiempo, York apoyó la decisión de Hayley, asegurando que aún era su amigo sin importar si la banda dejase de existir, mientras tanto él seguía enviándole música que estaba creando para animar a Williams. Un día ocurrió un cambio en Hayley y comenzó a escribir nuevamente. Escribió el demo de "Forgiveness", una canción de After Laughter. Hayley ha reconocido y elogiado a Taylor como un verdadero amigo durante ese momento doloroso, al ser alguien que la ayudó a mantenerse con vida durante su depresión. Ella también cita que Taylor es la razón por la que Paramore sigue siendo una banda y no se separó.

## Influencias musicales
Taylor ha citado a MewithoutYou, Radiohead, Bon Iver, The Blood Brothers, Yann Tiersen, Bjork, Canon Blue, Sufjan Stevens y Emiliana Torrini como sus músicos y bandas favoritas.

## Discografía

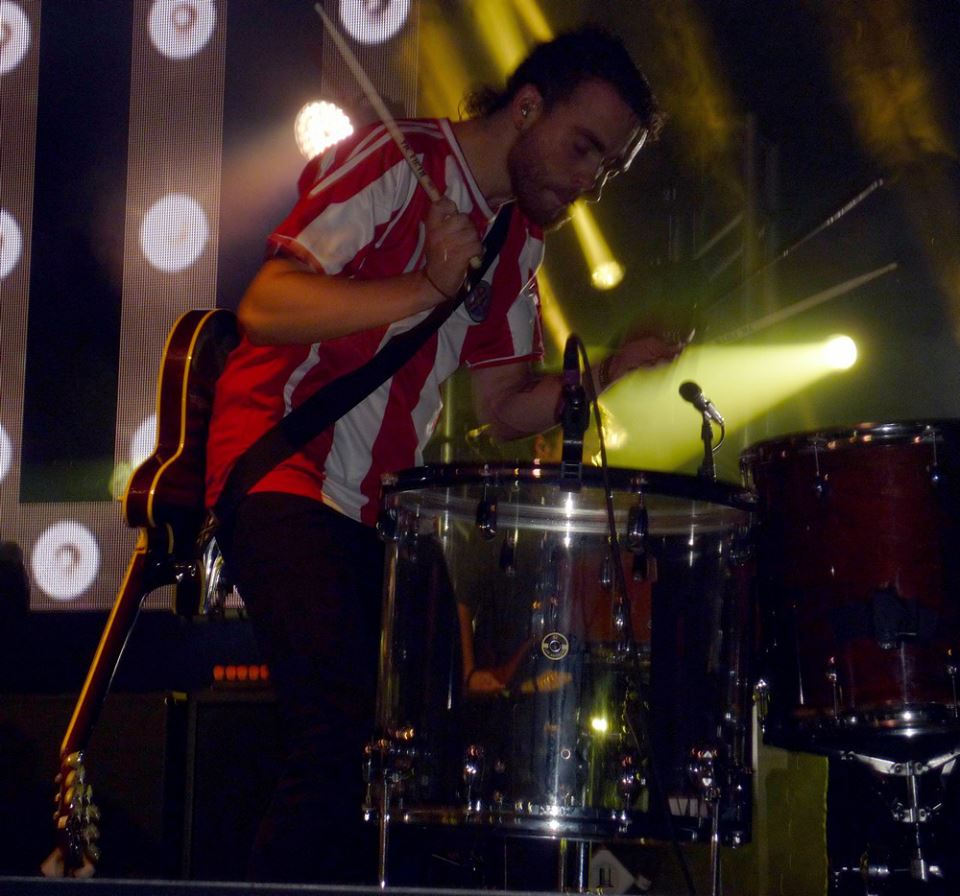
York en un concierto en Paraguay en 2013.

### Como músico de Paramore
Álbumes de estudio
- 2009: Brand New Eyes[25]
- 2013: Paramore
- 2017: After Laughter
- 2023: This Is Why

Álbumes en vivo
- 2008: The Final Riot![26][15][14]

EP
- 2010: 2010 Summer Tour EP
  - The Only Exception EP
- 2011: Singles

Sencillos
- «Ignorance»
- «Brick By Boring Brick»
- «The Only Exception»
- «Careful»
- «Playing God»
- «Monster»
- «Renegade»
- «Hello Cold World»
- «In The Mourning»
- «Now»
- «Still Into You»
- «Ain't It Fun»